# Estación de Mundet
Mundet es una estación de la línea 3 del Metro de Barcelona.
La estación está situada debajo del paseo del Valle de Hebrón, en el distrito de Horta-Guinardó de Barcelona y se inauguró en 2001 con la prolongación de Montbau a Canyelles.
| << cabecera        | < estación | línea | estación > | cabecera >>   |
| ------------------ | ---------- | ----- | ---------- | ------------- |
| Metro              |            |       |            |               |
| Zona Universitària | Montbau    |       | Valldaura  | Trinitat Nova |

- Datos: Q2226449
- Multimedia: Mundet metrostation / Q2226449